# Piet Blom

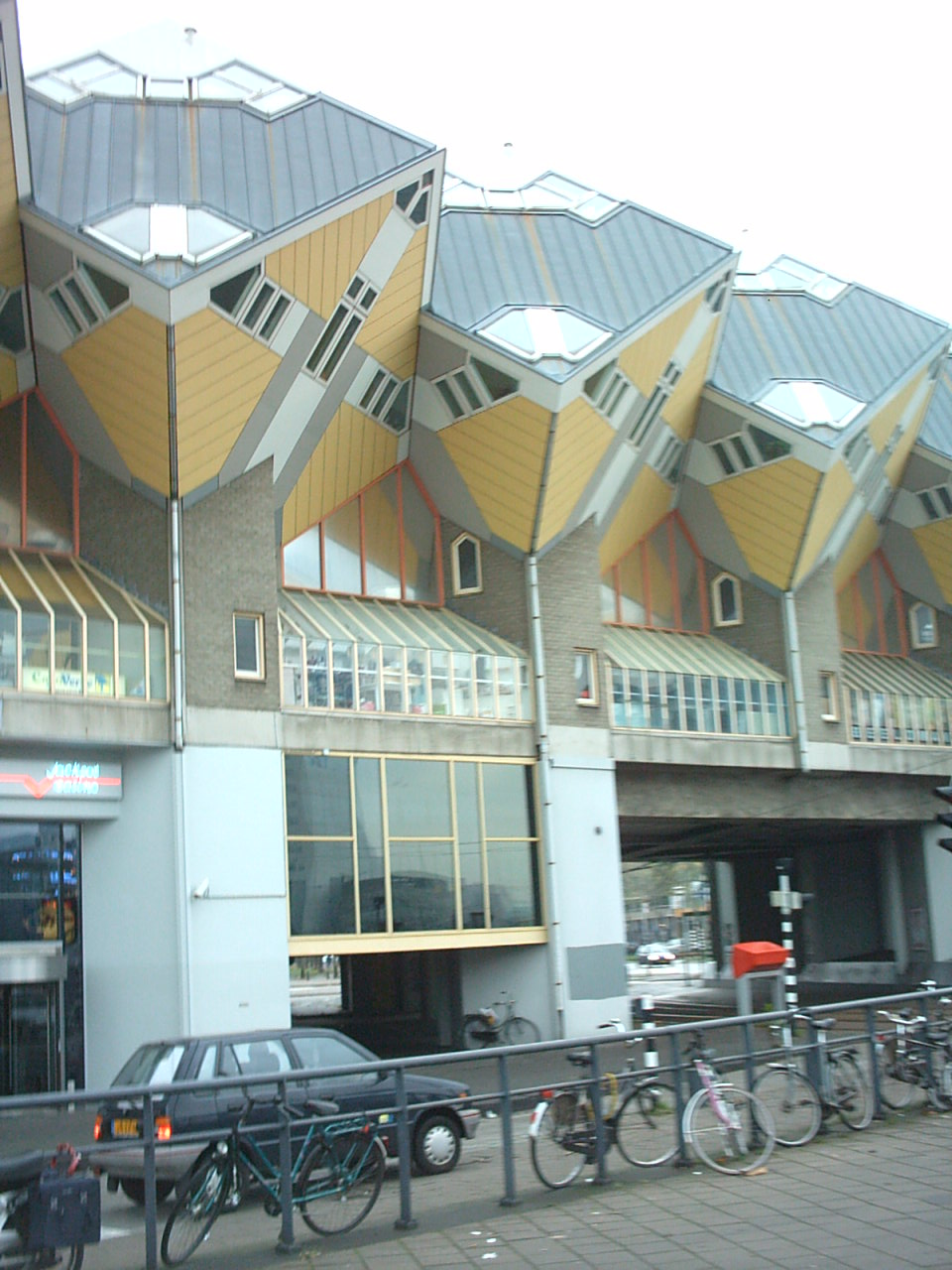
Cases cub.

Piet Blom (8 de febrer de 1934, Amsterdam - 8 de juny de 1999, Dinamarca) fou un arquitecte neerlandès molt conegut per les seves cases cúbiques («Kubuswoningen») construïdes a Helmond cap a mitjans de 1970, així com a Rotterdam a principis dels anys 1980. Va estudiar a l'acadèmia d'arquitectes d'Amsterdam com a alumne d'Aldo van Eyck. És representant de l'estructuralisme arquitectònic.